# Kožuh (priimek)
Kožuh je priimek več znanih Slovencev:
- Boris Kožuh (*1945), pedagog, univ. profesor
- David Kožuh, zdravnik dermatolog (2.= kustos pedagog v Goriškem muzeju)
- Janez Kožuh, gospodarstvenik
- Josip Kožuh (1854-1948), matematični geograf, šolnik, mecen
- Marjan Kožuh, med postavljalci žičnice na Pohorje ...
- Mateja Kožuh-Novak (*1943), zdravnica in političarka
- Milan Kožuh (1919- ?) gospodarstvenik (direktor Rudis Trbovlje)
- Milena Kožuh (1928-2015), gimn. prof. umetnostne zgodovine in glasbe
- Primož Kožuh, oralni kirurg, kulturni organizator (Kanal ob Soči)
- Štefan Kožuh (*1962), kapucin, redovni predstojnik, prevajalec, teolog